# Spasoje Samardžić
Spasoje Samardžić, cirill betűkkel Спасоје Самарџић (Kraljica, 1942. május 20. –) jugoszláv válogatott szerb labdarúgó, csatár, olimpikon, edző.

## Pályafutása

### Klubcsapatban
1957–58-ban a Novi Beograd, majd 1958 és 1960 között az OFK Beograd korosztályos csapataiban kezdte a labdarúgást. Az OFK első csapatában 1959-ben mutatkozott. A belgrádi csapatban 1966-ig játszott és két jugoszlávkupa-győzelmet ért el az együttessel (1962, 1966). 1967-ben a holland FC Twente, 1967 és 1969 között a Feyenoord, 1969 és 1972 között a francia AS Saint-Étienne labdarúgója volt. A Feyenoorddal az 1968–69-es idényben holland bajnok, 1969-ben hollandkupa-győztes lett. A Saint-Étienne-nel az 1969–70 szezonban szerzett francia bajnoki címet, és 1970-ben franciakupa-győzelmet.

### A válogatottban
1959-ben három alkalommal a jugoszláv U20-as, 1963-ban egy alkalommal a jugoszlávia U21-es válogatottban szerepelt. 1962. szeptember 16-án Lipcsében mutatkozott be a jugoszláv A-válogatottban egy NDK elleni barátságos mérkőzésen, ahol 2–2-es döntetlen született. 1962 és 1966 között 26 alkalommal szerepelt a jugoszláv válogatottban és három gólt szerzett. Csapatkapitánya volt az 1964-es tokiói olimpián részt vevő csapatnak, amellyel a hatodik helyen végzett. Összesen négy alkalommal volt a válogatott csapatkapitánya. Utoljára 1966. október 19-én Belgrádban játszott a válogatottban Csehszlovákia ellen. A barátságos találkozón 1–0 jugoszláv született.

### Edzőként
A Srem Jakovo, majd az FK Beograd csapatainál dolgozott edzőként. Később az OFK Beograd együttesénél sportigazgatóként tevékenykedett.

## Sikerei, díjai
OFK Beograd
- Jugoszláv bajnokság (Prva liga)
  - 2.: 1963–64
- Jugoszláv kupa
  - győztes (2): 1962, 1966

 Feyenoord
- Holland bajnokság (Eredivisie)
  - bajnok: 1968–69
- Holland kupa (KNVB Beker)
  - győztes: 1969
- Intertotó-kupa
  - győztes: 1967, 1968

 AS Saint-Étienne
- Francia bajnokság (Ligue 1)
  - bajnok: 1969–70
- Francia kupa (Coupe de France)
  - győztes: 1970

## Statisztika

### Mérkőzései a jugoszláv válogatottban
| Jugoszlávia | Jugoszlávia          | Jugoszlávia                            | Jugoszlávia   | Jugoszlávia | Jugoszlávia       | Jugoszlávia        | Jugoszlávia | Jugoszlávia    |
| #           | Dátum                | Helyszín                               | Hazai         | Eredmény    | Vendég            | Kiírás             | Gólok       | Esemény        |
| ----------- | -------------------- | -------------------------------------- | ------------- | ----------- | ----------------- | ------------------ | ----------- | -------------- |
| 1.          | 1962. szeptember 16. | Lipcse, Zentralstadion                 | NDK           | 2 – 2       | Jugoszlávia       | barátságos         | -           | 46'            |
| 2.          | 1962. szeptember 30. | Zágráb, Maksimir Stadion               | Jugoszlávia   | 2 – 3       | NSZK              | barátságos         | -           |                |
| 3.          | 1962. október 14.    | Budapest, Népstadion                   | Magyarország  | 0 – 1       | Jugoszlávia       | barátságos         | -           |                |
| 4.          | 1962. november 4.    | Belgrád, JNA-stadion                   | Jugoszlávia   | 3 – 2       | Belgium           | NEK-selejtező      | -           |                |
| 5.          | 1963. március 31.    | Brüsszel, Heysel Stadion               | Belgium       | 0 – 1       | Jugoszlávia       | NEK-selejtező      | -           |                |
| 6.          | 1963. június 19.     | Belgrád, JNA-stadion                   | Jugoszlávia   | 0 – 0       | Svédország        | NEK-selejtező      | -           |                |
| 7.          | 1963. szeptember 18. | Malmö, Malmö Stadion                   | Svédország    | 3 – 2       | Jugoszlávia       | NEK-selejtező      | -           |                |
| 8.          | 1963. október 6.     | Belgrád, JNA-stadion                   | Jugoszlávia   | 2 – 0       | Magyarország      | barátságos         | 1           | 28'            |
| 9.          | 1963. október 27.    | Bukarest, Augusztus 23. Stadion        | Románia       | 2 – 1       | Jugoszlávia       | barátságos         | -           |                |
| 10.         | 1963. november 3.    | Zágráb, Maksimir Stadion               | Jugoszlávia   | 2 – 0       | Csehszlovákia     | barátságos         | -           |                |
| 11.         | 1964. március 18.    | Szófia, Vaszil Levszki Nemzeti Stadion | Bulgária      | 0 – 1       | Jugoszlávia       | barátságos         | -           | 65'            |
| 12.         | 1964. május 17.      | Prága, Strahov-stadion                 | Csehszlovákia | 2 – 3       | Jugoszlávia       | barátságos         | 1           | 36'            |
| 13.         | 1964. június 17.     | Belgrád, JNA Stadion                   | Jugoszlávia   | 1 – 2       | Románia           | barátságos         | -           | Csapatkapitány |
| 14.         | 1964. szeptember 23. | Belgrád, JNA Stadion                   | Jugoszlávia   | 2 – 7       | Európa-válogatott | barátságos         | -           | 65'            |
| 15.         | 1964. október 13.    | Jokohama, Micuzava stadion (JPN)       | Marokkó       | 1 – 3       | Jugoszlávia       | olimpiai B csoport | 1           | 8'             |
| 16.         | 1964. október 15.    | Tokió, Komazawa stadion (JPN)          | Magyarország  | 6 – 5       | Jugoszlávia       | olimpiai B csoport | -           | Csapatkapitány |
| 17.         | 1965. június 16.     | Oslo, Ullevaal Stadion                 | Norvégia      | 3 – 0       | Jugoszlávia       | vb-selejtező       | -           |                |
| 18.         | 1965. szeptember 4.  | Moszkva, Lenin-stadion                 | Szovjetunió   | 0 – 0       | Jugoszlávia       | barátságos         | -           | 46'            |
| 19.         | 1965. november 7.    | Belgrád, JNA-stadion                   | Jugoszlávia   | 1 – 1       | Norvégia          | vb-selejtező       | -           |                |
| 20.         | 1966. május 4.       | London, Wembley Stadion                | Anglia        | 2 – 0       | Jugoszlávia       | barátságos         | -           |                |
| 21.         | 1966. május 8.       | Zágráb, Maksimir Stadion               | Jugoszlávia   | 2 – 0       | Magyarország      | barátságos         | -           | 46'            |
| 22.         | 1966. június 1.      | Belgrád, JNA Stadion                   | Jugoszlávia   | 0 – 2       | Bulgária          | barátságos         | -           |                |
| 23.         | 1966. június 23.     | Hannover, Niedersachsenstadion         | NSZK          | 2 – 0       | Jugoszlávia       | barátságos         | -           |                |
| 24.         | 1966. június 27.     | Malmö, Malmö Stadion                   | Svédország    | 1 – 1       | Jugoszlávia       | barátságos         | -           |                |
| 25.         | 1966. október 12.    | Tel-Aviv, Bloomfield stadion           | Izrael        | 1 – 3       | Jugoszlávia       | barátságos         | -           | 46'            |
| 26.         | 1966. október 19.    | Belgrád, JNA Stadion                   | Jugoszlávia   | 1 – 0       | Csehszlovákia     | barátságos         | -           |                |
|             | Összesen             |                                        |               | 26          | mérkőzés          |                    | 3           | gól            |